# August Röckel
August Röckel (Graz, Àustria, 1 de desembre de 1814 - Budapest, Hongria, 18 de juny de 1876) fou un músic austríac pertanyent a la Röckel (nissaga de músics).
Acompanyà el seu pare Joseph August Röckel, cantant i empresari, en els seus viatges, com a mestre de cors.
Acabà els estudis de música a Weimar sota la direcció del seu oncle Johann Nepomuk Hummel, i allà es feu director d'orquestra de teatre. Compongué una òpera Farinelli, que ell no assolí a veure-la representada.
Fou condemnat a mort el 1849 com un dels caps del partit popular, i encara que fou indultat, tingué de passar tretze anys en la fortalesa de Waldheim.
Després es consagrà a la literatura, col·laborant en molts diaris d'Alemanya i Àustria. Per a piano publicà alguns capricis, réveries, serenates, etc.